# Вилхелм фон Шверин (генерал)
Вилхелм Фридрих Карл фон Шверин (на немски: Wilhelm Friedrich Karl, Graf von Schwerin; * 11 декември 1739 в Берлин; † 17 август 1802 в Доберан) e граф от род Шверин от Мекленбург, пруски генерал-лейтенант и губернатор на Торун (Торн) в Северна Полша.
Той е син на граф Ханс Богислав фон Шверин (1683 – 1747) и съпругата му Шарлота Каролина Ернестина фон Арним-Бойтценбург (1710 – 1779), дъщеря на пруския министър Георг Дитлоф фон Арним (1753 – 1753) и графиня Доротея Сабина фон Шлибен (1686 – 1754).
Шверин влиза през 1753 г. в сухопътния полк „фон Шверин“ на пруската армия, на която командир е чичо му Курт фон Шверин. В началото на Седемгодишната война става адютант на генерал Ханс Карл фон Винтерфелдт, който умира от раните си на 7 септември 1757 г. Шверин занася съобщението за смъртта му на крал Фридрих II, който го запазва като адютант. Ранен е през 1758 г. и попада в руски плен. Откаран е в столицата Санкт Петербург, където се запознава с великия княз и по-късно цар Петър III. През 1760 г. е сменен и след това изпълнява дипломатически задачи. След това става пруски пратеник в Русия.
След Хубертусбургския мир от 1763 г. Шверин отново е в пруската войска. През 1772 г. става полковник-лейтенант и командир на полк и генерал-майор пред 1784 г. По-късно е сухопътен генерал-инспектор в Западна Прусия и губернатор на Торн.
Заради грешки през войната съдът в Берлин го осъжда на 9 май 1795 г. на 1 година арест в крепостта Груджьондз, но с право да живее в града. Губи своя полк, службата си като губернатор и е задълен да плати всички следствени разходи. След това Шверин получава право да заема чужди служби. По пътя за Хамбург в Доберан умира на 17 август 1802 г.

## Семейство
Вилхелм Фридрих Карл фон Шверин се жени на 17 декември 1783 г. в Кьонигсберг за фрайин Вилхелмина фон Ребиндер (1766 – 1829), дъщеря на руския адмирален съветник Ханс Вилхелм фон Ребиндер (1728 – 1779). Те имат два сина и дъщеря:
- Карл (1784 – 1809), женен на 27 март 1806 г. за фрайин Хенриета Маршал фон Биберщайн (1788 – 1808)
- Вилхелмина (1786 – 1868), омъжена на 1 август 1817 г. за фрайхер Георг фон дер Реке (1792 – 1841)
- Фридрих Вилхелм Адолф Детлеф Фердинанд Албрехт (1791 – 1856), женен на 14 февруари 1812 г. за Ида фон Бакцко (1796 – 1859), дъщеря на пруския генерал-майор Йозеф Теодор Зигизмунд фон Бакцко (1751 – 1840)

## Произведение
- Rechtfertigungsschrift. Архив на оригинала от 2023-04-09 в Wayback Machine. 1799.